# Roger Jean Gautheret
Roger Jean Gautheret (* 29. März 1910 in Paris; † 28. April 1997 ebenda) war ein französischer Botaniker und Pionier in der Erforschung von in vitro Gewebekulturen. 1979–1980 war er Präsident der Académie des sciences, deren Mitglied er seit 1958 war.

## Wissenschaftliche Leistung
Gautheret gehörte zu den ersten Wissenschaftlern, denen es gelungen war, pflanzliche Zellen in vitro zu kultivieren. Seine Arbeit erschien im Januar 1939. Nahezu zeitgleich waren die Forschungsergebnisse von White (Dezember 1938) und Nobécourt (Februar 1939) erschienen. Die Zeit für diese Studien war reif, nachdem Carrel 1912 eine Methode für tierische Zellen in Gewebekultur etablieren konnte.
Gautheret studierte an der Sorbonne und war ab 1931 im Labor von Alexandre Guillermond. 1935 wurde er promoviert und wurde 1950 Assistent für Botanik an der Sorbonne, dann Maître de conférence für Pflanzenbiologie und Professor für Zellbiologie. 1979 wurde er emeritiert.
Er war Mitglied der National Academy of Sciences (1980).

## Preis
Die Académie des sciences vergibt jährlich den Prix Roger-Jean et Chantal Gautheret für herausragende Arbeiten auf dem Gebiet der Biotechnologie von Pflanzen.

## Werke
- Une voie nouvelle en biologie: la culture des tissues. 1945.
- Morphogénèse. 1951.
- La culture des tissues végétaux: techniques et réalisations. 1959.